# Diadumene leucolena
Diadumene leucolena is een zeeanemonensoort uit de familie Diadumenidae. Deze soort werd in 1866 voor het eerst wetenschappelijk beschreven door Addison Emery Verrill als Sagartia leucolena.

## Verspreiding
Diadumene leucolena is herkenbaar aan zijn doorschijnende witte kleur. Het is inheems aan de oostkust van Noord-Amerika, van Georgia in de Verenigde Staten tot New Brunswick in Canada. Het werd geïntroduceerd in Puerto Rico, de Canarische Eilanden, Marokko, Kameroen, de Pacifische kust van Panama, de westkust van Noord-Amerika en Hawaï. Het is bekend van estuaria en beschutte wateren, waar het groeit op oesters, rotsen, zeewier, palen en drijvers. Het kan ook voorkomen in beschutte getijdenpoelen en is vooral tolerant voor variabele zoutgehaltes.